# Psyche fatalis
Psyche fatalis är en fjärilsart som beskrevs av Edward Meyrick 1926. Psyche fatalis ingår i släktet Psyche och familjen säckspinnare. Inga underarter finns listade.